# Spring Valley (Nova York)
Spring Valley és una població dels Estats Units a l'estat de Nova York. Segons el cens del 2000 tenia 25.464 habitants.

## Demografia
Segons el cens del 2000, Spring Valley tenia 25.464 habitants, 7.566 habitatges, i 5.523 famílies. La densitat de població era de 4.681,8 habitants per km².
Dels 7.566 habitatges en un 42,2% hi vivien nens de menys de 18 anys, en un 44,4% hi vivien parelles casades, en un 21,4% dones solteres, i en un 27% no eren unitats familiars. En el 20,6% dels habitatges hi vivien persones soles el 5,9% de les quals corresponia a persones de 65 anys o més que vivien soles. El nombre mitjà de persones vivint en cada habitatge era de 3,33 i el nombre mitjà de persones que vivien en cada família era de 3,79.
Per edats la població es repartia de la següent manera: un 32,1% tenia menys de 18 anys, un 10,7% entre 18 i 24, un 31,7% entre 25 i 44, un 18,8% de 45 a 60 i un 6,7% 65 anys o més.
L'edat mediana era de 29 anys. Per cada 100 dones de 18 o més anys hi havia 95 homes.
La renda mediana per habitatge era de 41.311 $ i la renda mediana per família de 42.097 $. Els homes tenien una renda mediana de 31.182 $ mentre que les dones 26.350 $. La renda per capita de la població era de 14.861 $. Entorn del 15,2% de les famílies i el 18,7% de la població estaven per davall del llindar de pobresa.